# Schwenkgelenk

Prinzipskizze Schwenkgelenk

Das Schwenkgelenk (englisch drag oder lead-/lag hinge) erlaubt es dem Rotorblatt eines Hubschraubers bzw. Drehflüglers, der Rotation des Rotorkopfes vor- oder nachzueilen. Es verhindert eine Überlastung der Rotorblattwurzel und des Rotorkopfes.
Das Schwenkgelenk ermöglicht es dem Rotorblatt, sich mit der Blattspitze
- bis zu 5° weiter nach vorne zu bewegen als der starr am Rotorkopf befestigte Blatthalter (vorzueilen) und
- bis zu 30° hinter der Drehung des Blatthalters zurückzubleiben (nachzueilen).[2]:245

Diese Bewegungen werden Schwenken genannt.

## Aerodynamische Grundlagen
Der dynamische Auftrieb nimmt bei gleichem Anstellwinkel der Rotorblätter quadratisch zur Anströmgeschwindigkeit zu bzw. ab. Im Vorwärtsflug wird die Anströmgeschwindigkeit und somit auch der Auftrieb am vorlaufenden Rotorblatt durch den Fahrtwind erhöht, während diese beim rücklaufenden Rotorblatt verringert werden. Vor- bzw. rücklaufendes Rotorblatt erzeugen also einen asymmetrischen Auftrieb.:239

## Auswirkungen auf den Hauptrotor

Schematische Darstellung des vor- bzw. nacheilenden Rotorblattes.

Dadurch, dass sich das vorlaufende Rotorblatt durch den höheren Auftrieb unter Nutzung des Schlaggelenkes nach oben bewegt, reduziert sich sein Anstellwinkel und damit sowohl der Auftrieb als auch der Luftwiderstand. Daher versucht das vorlaufende Rotorblatt, schneller zu sein als der Rotorkopf und diesem vorzueilen. Das rücklaufende Rotorblatt bewegt sich durch den niedrigeren Auftrieb unter Nutzung des Schlaggelenkes nach unten. Dadurch erhöht sich sein Anstellwinkel und somit sowohl der Auftrieb als auch der Luftwiderstand. Das rücklaufende Rotorblatt versucht, langsamer zu sein als der Rotorkopf und diesem nachzueilen.:239, 245
Die Rotorblätter und der Rotorkopf bzw. der Rotormast sind ohne Schwenkgelenke bei jeder Umdrehung starken Wechsellasten unterworfen, die zu einer eingeschränkten Lebensdauer und vorzeitigem Ausfall der Bauteile führen würden. Um diese Bauteile des Hauptrotors zu entlasten, werden Schwenkgelenke verbaut.
Da das Schwenken der Rotorblätter im gesamten Hubschrauber Schwingungen verursacht und eine Dämpfung durch die in Schwenkrichtung nur marginal wirkenden Luftkräfte nicht ausreicht, werden Schwenkdämpfer verbaut, die Schwingungen möglichst klein halten sollen.

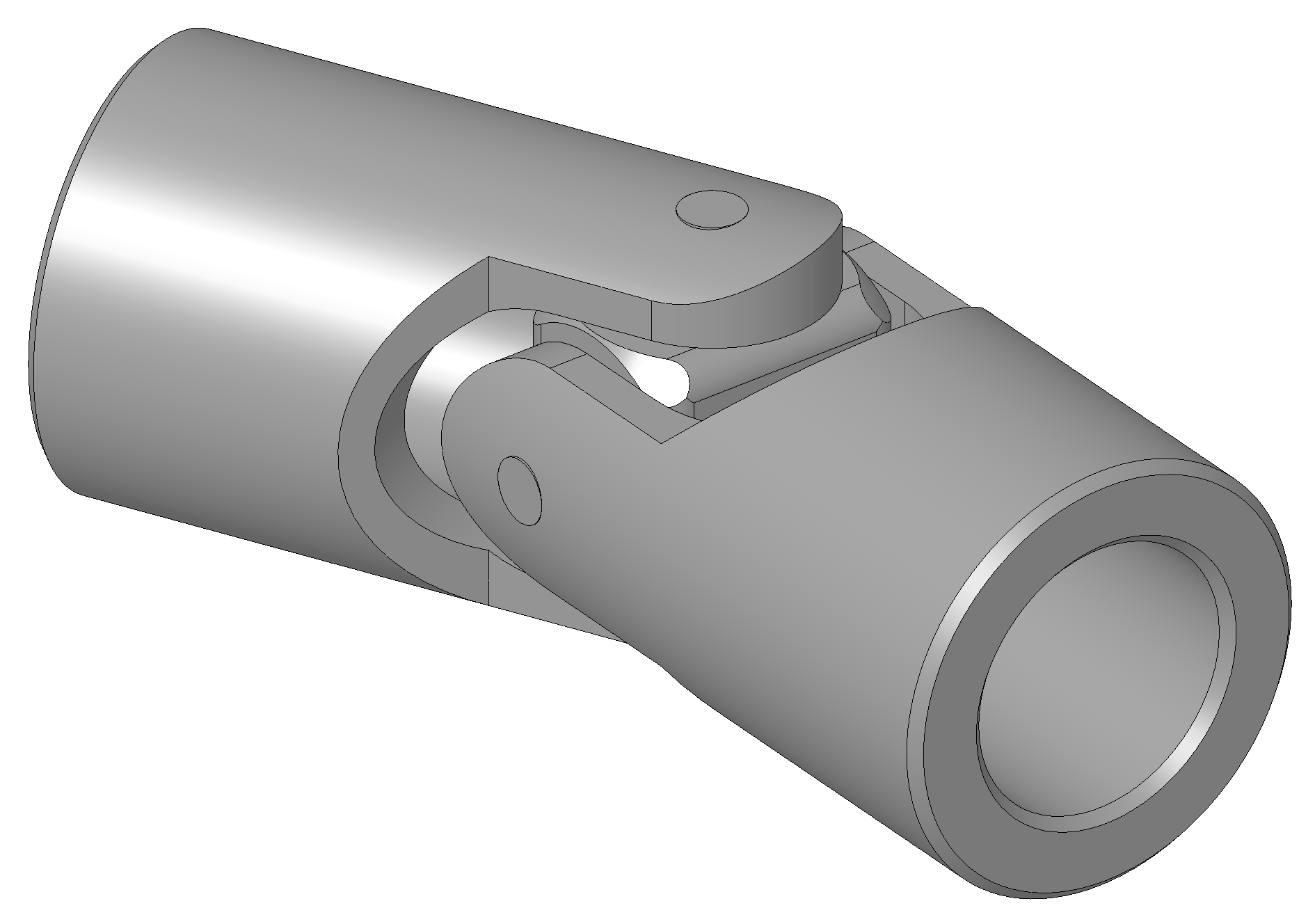
Kardanisches Gelenk

Schwenkgelenk und Schlaggelenk werden oft in kardanischer Bauweise in einer gemeinsamen Baugruppe verbaut.

## Moderne Rotorblätter
Die modernen GFK und CFK-Materialien mit ihren guten Elastizitäts- und Dauerfestigkeitswerten erlauben heute den völligen Verzicht auf mechanische Schwenk- und Schlaggelenke bei Rotorblättern bzw. Rotoren; der Bo 105 war der erste Hubschrauber, für den dies galt.
Stattdessen vollführen die Rotorblätter moderner Hubschrauber die Schlag- und Schwenkbewegungen je nach Konstruktion über elastische Bereiche am Rotorkopf bzw. am Blattanschlussarm oder am Rotorblatt selbst.